# Månebil
En månebil (engelsk: lunar rover eller Lunar Roving Vehicle = LRV) er et elektrisk køretøj, som blev brugt på Månen. Den er kendt under det populære navn på engelsk "Moon buggy". Adskillige af Apollo-månefartøjerne medbragte månebiler på deres missioner.

## Historie
Månebiler blev brugt til at få større mobilitet undervejs i Apollo-programmets J-klasse missioner: Apollo 15, 16 og 17. Månebilen blev først brugt den 31. juli 1971 på Apollo 15-missionen. Den udvidede måneforskernes rækkevidde kraftigt. Tidligere hold af astronauter var begrænset til korte ture til fods omkring landingsstedet pga. de klodsede rumdragter, som er nødvendige for at opholde sig på Månen. Månebilerne har en tophastighed på ca. 13 km/t (8 mph).